# دايفيد غرانت
دايفيد غرانت (بالإنجليزية: David Grant)‏ هو مدرب صوتي وموسيقي بريطاني، ولد في 8 أغسطس 1956 في Metropolitan Borough of Hackney ‏ في المملكة المتحدة.

## وصلات خارجية
- الموقع الرسمي
- دايفيد غرانت على موقع IMDb (الإنجليزية)
- دايفيد غرانت على موقع ميوزك برينز (الإنجليزية)
- دايفيد غرانت على موقع ديسكوغز (الإنجليزية)